# ترجم

## تاريخ
: ت: تبر المنطقة منطقة نشطة للاشتباكات القبلية بسبب الحرب في دارفور. وخلال الاشتباكات القبلية الأبالة - الترجم عام 2007، قُتل 34 شخصًا من قبيلة الترجم.
وخلال اشتباكات عشائر الفور-الترجم عام 2013، نزحت 7600 عائلة.